# Aurimas Lankas
Aurimas Lankas est un kayakiste lituanien né le 7 septembre 1985 à Šiauliai. Il a remporté avec Edvinas Ramanauskas la médaille de bronze en K2 200 mètres aux Jeux olympiques d'été de 2016 à Rio de Janeiro.